# NGC 4201
NGC 4201 is een lensvormig sterrenstelsel in het sterrenbeeld Maagd. Het hemelobject werd in 1886 ontdekt door de Amerikaanse astronoom Francis Preserved Leavenworth.

## Synoniemen
- MCG -2-31-24
- IRAS12120-1118
- PGC 39120